# Isochariesthes breuningi
Isochariesthes breuningi là một loài bọ cánh cứng trong họ Cerambycidae.